# Aloisiu Vlad
Aloisiu Vlad, uneori Wlad, n. 24 februarie 1822, Abram, România – d. 29 martie 1893, Bocșa, Caraș-Severin, România a fost un jurist român transilvănean, deputat în Parlamentul de la Budapesta, apoi septemvir (unul din cei șapte judecători) la Curtea Supremă a Ungariei⁠(en)[traduceți]. 
Tatăl său, Daniel Vlad, a fost preot român unit. Mama sa, Eva, născută Orianu, era originară din Blaj.
A participat la revoluția de la 1848 din Banat și din Ungaria. Ca membru al Dietei Ungariei a luptat, alături de Eftimie Murgu, pentru satisfacerea revendicărilor țăranilor români, precum și pentru colaborarea revoluționarilor români și unguri în lupta împotriva absolutismului. A fost membru al organizației radicale „Liga egalității”, în care activa și poetul Sándor Petőfi.
În anul 1869 a devenit unul din cei șapte judecători ai Tablei Regești (Curtea de Justiție) din Budapesta, alături de Emanuil Gojdu.

## Lucrări
- Memorandul în causa Sfintei Uniuni cu Biserica Romei între Românii din Banatulu Temeșianu. O scurtă privire la urzirea, înaintarea și pedecele uniunei cu Biserica Romei în Banatul Temeșianu, Lugoj 1855;
- Originea familiei Wlad, Lugoj 1865;
- A román nép és ügye [„Poporul român și cauza lui”], lucrare publicată sub numele Wlád Alajos.